# 884
Раннє Середньовіччя •  Епоха вікінгів •  Золота доба ісламу •  Реконкіста

## Геополітична ситуація
У Візантії триває правління Василя I Македонянина. Володіння Каролінгів займають значну частину Європи, але реальна влада належить уже не королям, а грандам. Північ Італії належить Італійському королівству під владою франків, середню частину займає Папська область, герцогства на південь від Римської області незалежні, деякі області на півночі та на півдні належать Візантії, інші окупували сарацини. Піренейський півострів, окрім Королівства Астурія та Іспанської марки, займає Кордовський емірат. Північну частину Англії захопили дани, на півдні править Вессекс. Існують слов'янські держави: Перше Болгарське царство, Велика Моравія, Приморська Хорватія, Київська Русь.
Аббасидський халіфат очолює аль-Мутамід, халіфат втрачає свою могутність. У Китаї править династія Тан. Значними державами Індії є Пала, Пратіхара, Чола. В Японії триває період Хей'ан. На північ від Каспійського та Азовського морів існує Хозарський каганат.
На території лісостепової України в IX столітті літописці згадують слов'янські племена білих хорватів, бужан, волинян, деревлян, дулібів, полян, сіверян, тиверців, уличів. Утворилася Київська Русь. У Північному Причорномор'ї співіснують різні кочові племена, зокрема хозари, алани, тюрки, угри, кримські готи. Херсонес Таврійський належить Візантії.

## Події
- Після смерті Карломана II римський імператор Карл III Товстий став єдиним королем Франкського королівства. Каролінзька імперія об'єдналася під одним правителем востаннє.
- Гранди Франкського королівства виплатили вікінгам відкуп за те, щоб вони покинули Ам'єн.
- Повстання Хуан Чао в Китаї зазнало поразки. Сам Хуан Чао втік у Шаньдун, де був убитий. За допомогу в придушенні повстання вожді тюркського племені шато отримали землі на півночі. Отримав землі й Чжу Вень, соратник Хуан Чао, що зрадив його. В майбутньому він скине династію Тан.
- Розпочався понтифікат Адріана III.